# 阿卜杜勒·拉希姆·汗-汗納

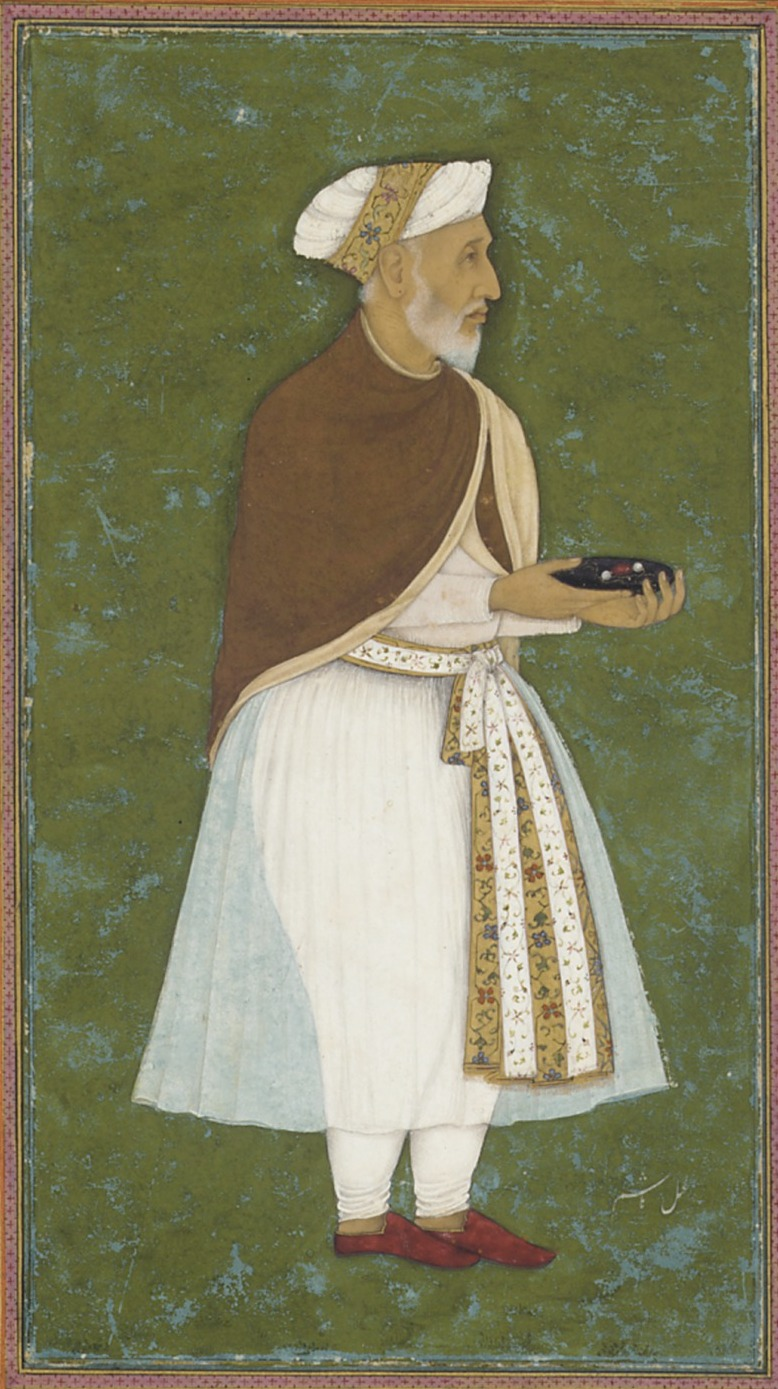
阿卜杜勒·拉希姆·汗-汗納

阿卜杜勒·拉希姆·汗-汗納 (1556年12月17日 - 1627年10月1日）是莫卧儿帝国的一位诗人，阿克巴是拉希姆的导师。他是阿克巴時期九位重臣之一。拉希姆用印度斯坦语寫了对句以及占星术书籍。 